# Helwan HA-300
El Helwan HA-300 (en àrab: حلوان ٣٠٠) també conegut com a Hispano-Aviación HA-300 fou un avió de reacció supersònic, lleuger i monomotor construït a Egipte durant els anys seixanta a partir del disseny desenvolupat per Willy Messerschmitt en col·laboració amb l'empresa espanyola Hispano Aviación S.A. Mai fou adoptat per cap força aèria però el concepte influencià el caça indi HF-24 Marut.
Inicialment concebut a petició de l'Exèrcit de l'Aire espanyol a la fí de desenvolupar un interceptor de manufactura nacional més avançat que el HA-200, la cancel·lació del projecte es produí abans del primer vol a conseqüència del sobrecost i la pèrdua de fe en les prestacions d'aquest. No obstant això l'equip de Willy Messerschmitt, amb el beneplàcit espanyol, oferí el disseny a Egipte que es comprometé a finançar l'avió. Malauradament, sobrecost i pressions diplomàtiques feren que el projecte fos definitivament cancel·lat l'any 1969. Però, tota la investigació duta a terme per obtenir una planta motriu adequada va ésser adquirida per Índia i posada en pràctica en el seu propi disseny, el Marut.

## Disseny i desenvolupament

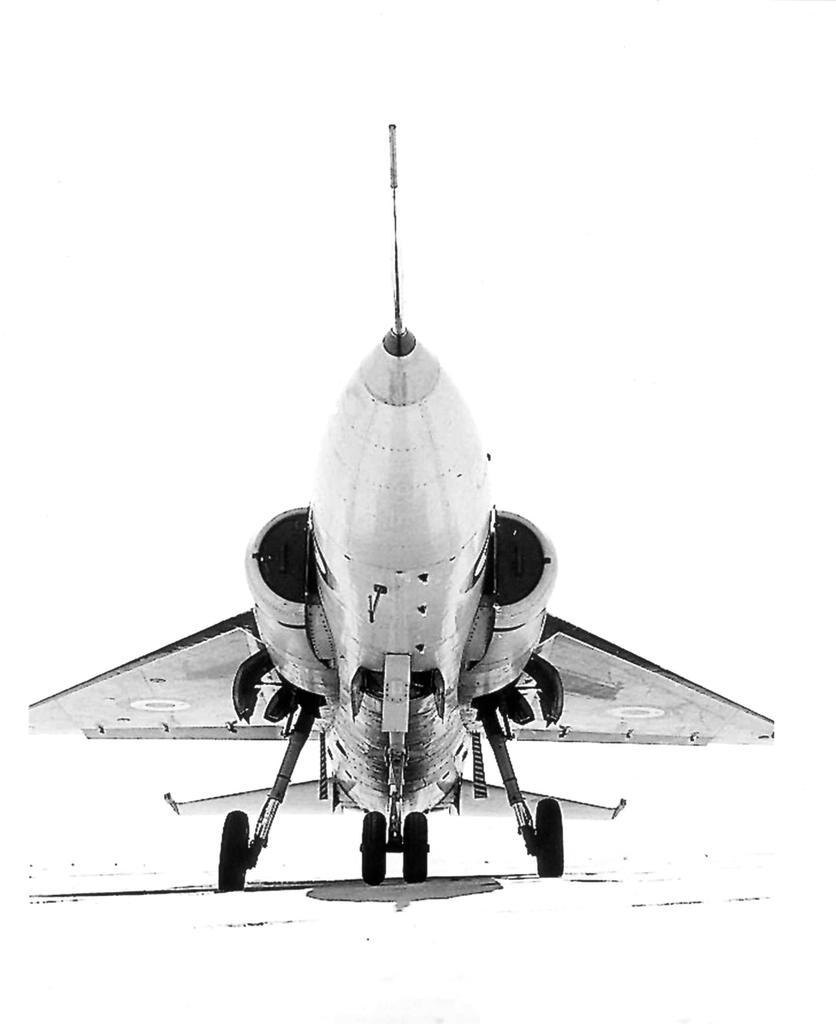
Vista ventral d'un HA-300.

### Origen
En Willy Messerschmitt es trobava a la Península d'ençà de la fi de la Segona Guerra Mundial ja que Alemanya tenia prohibit desenvolupar tecnologia militar fins a l'any 1955. En Espanya en Messerschmitt inicià una col·laboració amb Hispano-Aviación S.A. impulsada pel franquisme a la fi de potenciar el sector aeronàutic nacional. Fruit d'aquesta es crearen avions com el HA-100 Triana i el reactor HA-200 Saeta. El HA-300 sorgí de l'intent en 1951 de crear un interceptor que fora fàcil de produir i mantenir per l'economia espanyola, en aquell moment sotmesa a un fort aïllament internacional. Després d'una llarga etapa de conceptualització, l'equip d'en Willy creà una maqueta de fusta a la fi d'experimentar amb la viabilitat del disseny. Malauradament durant les proves, que consistien a remolcar amb un CASA 2.111 la maqueta i observar el seu comportament a diferents velocitats i actituds el disseny presentà una gran inestabilitat que va impossibilitar el seu enlairament. Aquest fracàs, juntament amb l'increment de les despeses produïdes pel projecte des de l'inici dugueren a la seua cancel·lació l'any 1960.
L'Egipte, que ja havia col·laborat amb Hispano-Aviación amb la compra de HA-200 per la seua Força Aèria durant 1959, s'interessà molt pel projecte oferint a en Willy i el seu equip d'enginyers continuar el desenvolupament en la ciutat de Helwan, sud del Caire, sota la supervisió de l'Egyptian General Aero Organisation (EGAO). A aquest projecte també s'afegí en Ferdinand Brandner, enginyer austríac especialitzat en el disseny de turboreactors.

### Trasllat a Egipte
Oficialment, aquesta etapa dugué un canvi en la designació a Helwar Aircraft 300 i en la lleugera modificació dels objectius posant un gran èmfasi en la cerca d'un interceptor de capacitat supersònica i molt escàs pes. Tot el treball es dugué a terme en la recent creada Factoria Número 36 de Helwar sota un fort secretisme.
El primer prototip operatiu s'enlairà el 7 de maig de 1964 amb una planta motriu Bristol Siddeley Orpheus 703-S-10 experimental de 21,6 kN d'impuls amb la qual assolí velocitats properes a Mach 1,5. Suposadament aquest motor fou proporcionat per l'Índia, que també s'oferí a entrenar pilots egipcis en el vol supersònic. La construcció d'un segon prototip es completà abans que estigués disponible el motor Brandner E-300, projectat per l'aparell, cosa que obligà a instal·lar-hi un altre Orpheus amb el que s'enlairà per primer cop el 22 de juliol de 1965.

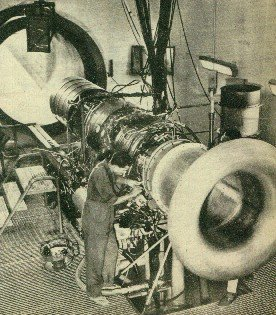
Brandner E-300.

### Brandner E-300
El projecte egipci es va construir al voltant d'aquest turboreactor. De producció completament nacional, l'E-300 tenia un impuls de 32,4 kN amb la possibilitat d'emprar postcremadors per elevar-la a 47,2 kN. S'esperava que, equipat amb aquest motor el HA-300 pogués assolir velocitats properes a Mach 2 a un sostre operatiu de 12.000 m en menys de 2 minuts i 30 segons. La importància del motor sorgia del desig del primer ministre Nasser de no dependre tecnològicament de països com França o el Regne Unit després de la seua participació en la Crisi de Suez de 1965 en suport dels israelians.
L'ajut proporcionat per l'Índia estava promogut pel seu propi interès en el motor, particularment per equipar futurs projectes nacionals en matèria de defensa, conseqüentment s'oferiren a sufragar part del projecte, que en 1968 ascendia a 135 milions de lliures egípcies. El tercer prototip, lleugerament modificat, duia instal·lat el primer motor E-300 amb el que volà a Mach 2,1.

### Problemes i cancel·lació
Després d'un inici exitós, el projecte començà a decaure en interès i finançament. Per una part el Mossad israelià amenaçà de mort a l'equip d'enginyers estrangers dedicats al desenvolupament de l'aeronau forçant el seu retorn a Alemanya. Així, el govern egipci s'apropà a la Unió Soviètica per mantenir el projecte viu però, durant unes negociacions difícils i, en alguns aspectes contradictòries, s'acceptà la compra de MiG-21 per suplir el rol d'interceptor i l'abandonament del projecte Helwar. Aquest fou oficialment terminat l'any 1969 acordant-se la venda del projecte complet al govern indi, qui adaptà la planta motriu al seu propi projecte nacional: el HF-24 Marut.
La natura de les negociacions amb la Unió Soviètica fos resumida pel Adel Elsaie, engineyer doctor participant en el projecte, segons la següent anècdota:
| «                                                            | Abans de la guerra del 1967 amb Israel, estàvem provant el MiG-21 i el nostre interceptor HA 300. Prompte descobrirem que el MIG 21 no era capaç d'interceptar avions sobre l'espai aeri israelià i tornar a base en Egipte. Li vam dir a Rússia que necessitem tancs de combustible més grans per als seus avions. Van dir que no era possible, perquè els dipòsits de combustible augmentarien el fregament de l'avió i això tindria efectes negatius sobre el seu rendiment. Vam dissenyar els nostres propis tancs de combustible més grans per al MiG-21 i vam demostrar que els russos estaven equivocats (o mentien). Ens van demanar que rebutgéssim el nostre dipòsit de combustible modificat i que ens enviarien el seu dipòsit de combustible modificat. Així tractàvem amb els russos. | » |
| — Doctor Adel Elsaie, http://untestedarms.com/helwan-ha-300/ | |   |

## Variants

### HA-300P
Prototip de fusta realitzat per Hispano Aviación S.A.

### HA-300
Variant de producció construït per Helwan. 3 unitats abans de la cancel·lació.

## Especificacions (HA-300)

Alçat, planta i perfil d'un HA-300.

### Característiques generals
- Tripulació: 1.
- Longitud: 12,40 m.
- Envergadura: 5,84 m.
- Altura: 3,15 m.
- Superfície alar: 16,70 m2.
- Pes buit: 2.100 kg.
- Pes màxim: 5.443 kg.
- Planta motriu: Un turborreactor Bristol Orpheus 703-S-10 de 21,6 kN d'impuls (36,3 kN amb postcremadors). O un turborreactor Brandner E-300 de 32,4 kN d'impuls (47,2 kN amb postremadors).

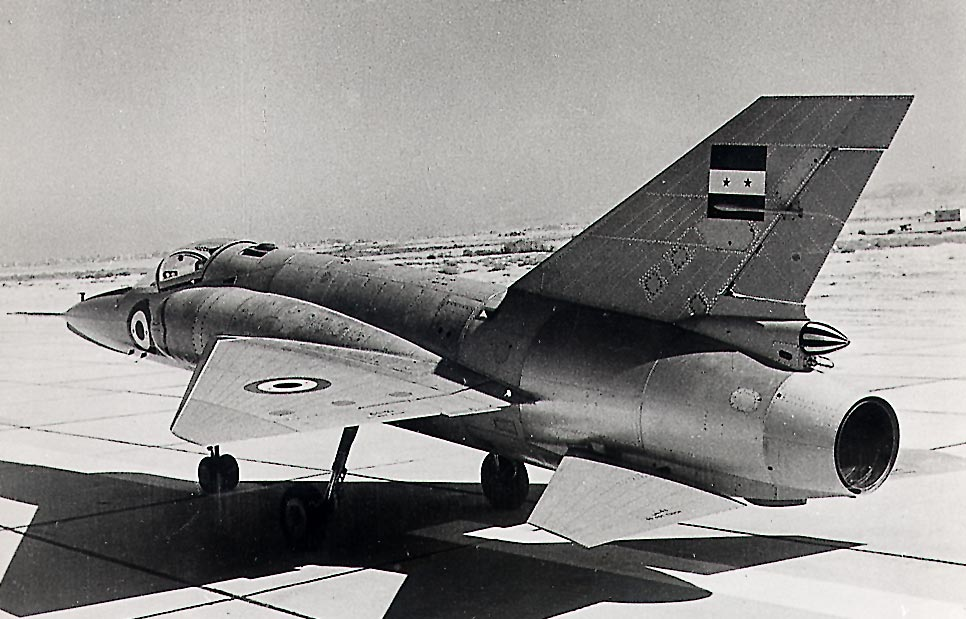
Cua d'un Ha-300 amb els colors de la Força Aèria egípcia.

### Rendiment
- Velocitat màxima: 2.100 km/h o Mach 1,7 amb el motor Bristol Orpheus 703-S-10. O 2.500 km/h o Mach 2,1 amb el motor Brandner E-300.
- Rang: 1.400 km.
- Sostre: 18.000 m.
- Ascens: 203 m/s.
- Càrrega alar: 125,749 kg/m2.
- Potència/pes: 0,88.

### Armament
- Armes: 2 canons Hispano de 30mm. O 4 canons Nudelman-Rikhter NR-23 de 23 mm.
- Pilons: 4 pilons alars per míssils de guia infraroja.

## Preservació
Es creu que, sense tenir en compte el prototip de fusta realitzat per Hispano-Aviación, entre 3 i 6 exemplars foren produïts en Egipte. Suposadament la majoria foren desballestats a la fi de prevenir d'adquisició de la informació tècnica per part d'enemics de l'estat. Però el dia d'avui, dos aparells es conserven:
- El primer prototip d'un HA-300 fou adquirit per Daimler-Benz Aerospace AG (DASA) l'any 1995 i, després d'un període de quasi un any i mig de restauració en mans de MBB s'incorporà a l'exposició permanent del Deutsches Museum Flugwerft al municipi austríac de Schleißheim.
- Un HA-300 es troba a l'exposició estàtica del Messerschmitt Stiftung al municipi de Manching.